# Vratislav Příhoda
Vratislav Příhoda (19. listopadu 1925 - ???) byl český a československý politik Komunistické strany Československa, poslanec České národní rady a Sněmovny národů Federálního shromáždění za normalizace.

## Biografie
K roku 1969 se uvádí jako mistr v elektrárně Opatovice.
Po provedení federalizace Československa usedl do Sněmovny národů Federálního shromáždění. Mandát nabyl až dodatečně v prosinci 1969. Do federálního parlamentu ho nominovala Česká národní rada, kde rovněž zasedal. Ve federálním parlamentu setrval až do konce funkčního období, tedy do voleb roku 1971.
V roce 1980 se zmiňuje jako poslanec ONV pro okres Pardubice. Ve volbách roku 1981 svůj mandát uhájil. Tehdy je profesně uváděn jako náměstek KPP EVČ Opatovice nad Labem. V roce 2005 je jistý Vratislav Příhoda zmiňován mezi účastníky aktivu komunistických zastupitelů Pardubicka.